# متیو دنی
متیو دنی (انگلیسی: Matthew Denny؛ زادهٔ ۲ ژوئن ۱۹۹۶) پرتاب‌گر دیسک اهل استرالیا است.
وی در مسابقات کشوری و بین‌المللی در مجموع برندهٔ ۱ مدال برنز شده است.